# Stackoverloop
Een stackoverloop of stapeloverloop (Engels: stack overflow) is een fout die optreedt wanneer er in een computerprogramma meer geheugen op de stapel in gebruik wordt genomen dan er beschikbaar is. Een overloop kan leiden tot een abrupt einde van het programma.  
Er zijn verschillende oorzaken, zoals een te diepe of oneindige recursie, te grote lokale variabelen en arrays, of beperkt geheugen voor de stapel. Door meerdere threads te gebruiken is er ook minder geheugen per stapel beschikbaar. Hoeveel ruimte er beschikbaar is hangt van vele factoren af, onder andere ook van het systeem en de programmeertaal die gebruikt wordt. Bij recursie kan deze fout voorkomen worden door de diepte te beperken of staartrecursie te gebruiken, maar meestal wijst het op een onderliggende fout in de logica van het recursieve programma. 